# Un Poco de Amor
"Un Poco de Amor" (tiếng Việt: "Một phần nhỏ của tình yêu") là một đĩa đơn của ca sĩ người Colombia Shakira, trích từ album đầu tiên của cô, Pies Descalzos.